# Charles FitzRoy (10e duc de Grafton)
Pour les articles homonymes, voir Charles FitzRoy.
Charles Alfred Euston FitzRoy, 10e duc de Grafton (4 juin 1892 - 11 novembre 1970), est un aristocrate, soldat, homme politique et agriculteur britannique.

## Jeunesse et formation
Il est né à Euston Hall près de Thetford, le fils aîné du révérend Charles Edward FitzRoy et de son épouse, Ismay FitzRoy, fille de Charles FitzRoy (3e baron Southampton). Ses grands-parents paternels sont Augustus FitzRoy (7e duc de Grafton), et Anna Balfour. Un autre ancêtre, Anne Warren, est la fille de l'amiral Peter Warren.
Il fait ses études à Wellington, puis au Collège militaire royal de Sandhurst.

## Carrière militaire
En 1911, il rejoint les Royal Welch Fusiliers, qui sont stationnés à Quetta dans l'actuel Pakistan. En 1914, peu après le déclenchement de la Première Guerre mondiale, il se rend en France et, en 1917, il est nommé aide de camp et contrôleur de Lord Buxton, Gouverneur général d'Afrique du Sud. Il reste en Afrique du Sud jusqu'en 1920. En 1921, il se retire de l'armée.

## Agriculture
Après sa retraite de l'armée, il devient agriculteur à Coney Weston dans le Suffolk. De 1927 à 1936, il est agent foncier pour l'oncle maternel de sa première épouse, Owen Hugh Smith, à Langham dans Rutland. En 1936, il succède à son cousin comme duc de Grafton et hérite des domaines familiaux basés à Euston Hall.

## Famille
Il épouse Doreen Maria Josepha Sydney Buxton (29 novembre 1897 - 28 juillet 1923), fille de son commandant Sydney Buxton (1er comte Buxton), et son épouse, Mildred Anne Smith, le 24 Janvier 1918. Ils ont trois enfants:
- Hugh FitzRoy (11e duc de Grafton) (3 avril 1919-7 avril 2011).
- Anne Mildred Ismay FitzRoy (7 août 1920 - 4 novembre 2019), épouse le major Colin Dalzell Mackenzie.
- Charles Oliver Edward FitzRoy (13 juillet 1923 - 6 août 1944), tué au combat; célibataire.

Un an après la mort de sa première épouse, il épouse, en secondes noces, Lucy Eleanor Barnes (25 décembre 1897 - 11 septembre 1943), fille de George Stapylton Barnes et de sa femme, Sybil de Gournay Buxton. La cérémonie a lieu le 6 octobre 1924. Lucy est la cousine germaine de la première épouse de Charles. Ils ont deux enfants:
- Edward Anthony Charles FitzRoy (26 août 1928 - 25 novembre 2007), épouse Veronica Mary Ruttledge.
- Michael Charles FitzRoy (18 mars 1932 - 15 juillet 1954), décédé aux îles Salomon (porté disparu, présumé noyé).

L'année suivant la mort de sa deuxième femme, il épouse, en troisièmes noces, Rita Emily Carr-Ellison (24 octobre 1911 - 24 août 1970), fille de John Ralph Carr-Ellison et de sa femme, Alice Ursula Lang. La cérémonie a lieu le 18 juillet 1944.
Il meurt à Bury St Edmunds le 11 novembre 1970.